# 钟志英
钟志英（1955年—），广东焦岭人，汉族，中华人民共和国政治人物、第十二届全国人民代表大会广西地区代表。
毕业于广西广播电视大学党政干部专修班专业。加入中国共产党。2013年，担任全国人大代表。